# Zadnie Jagnięce Kopki
Zadnie Jagnięce Kopki (słow. Zadné jahňacie kôpky) – drobna turnia w słowackiej części Tatr Wysokich, położona w górnym fragmencie Koziej Grani – południowo-wschodniej grani Jagnięcego Szczytu. Od kopuły szczytowej Jagnięcego Szczytu na północnym zachodzie oddziela je Zadnia Jagnięca Szczerbina, natomiast od Skrajnej Jagnięcej Kopki na południowym wschodzie są oddzielone Skrajną Jagnięcą Szczerbiną. Wzniesienie ma silnie pozębioną grań.
Stoki północno-wschodnie opadają z turni do Doliny Białych Stawów, południowe – do Doliny Jagnięcej.
Na Zadnie Jagnięce Kopki, podobnie jak na inne obiekty w Koziej Grani, nie prowadzą żadne znakowane szlaki turystyczne. Najdogodniejsza droga dla taterników wiedzie na szczyt z Zadniej Jagnięcej Szczerbiny.
Pierwsze wejścia:
- letnie – Imre Barcza i Tihamér Szaffka, 10 lipca 1910 r.,
- zimowe – László Jurán, V. Jurán i Ernő Piovarcsy, 24 marca 1929 r.[2]

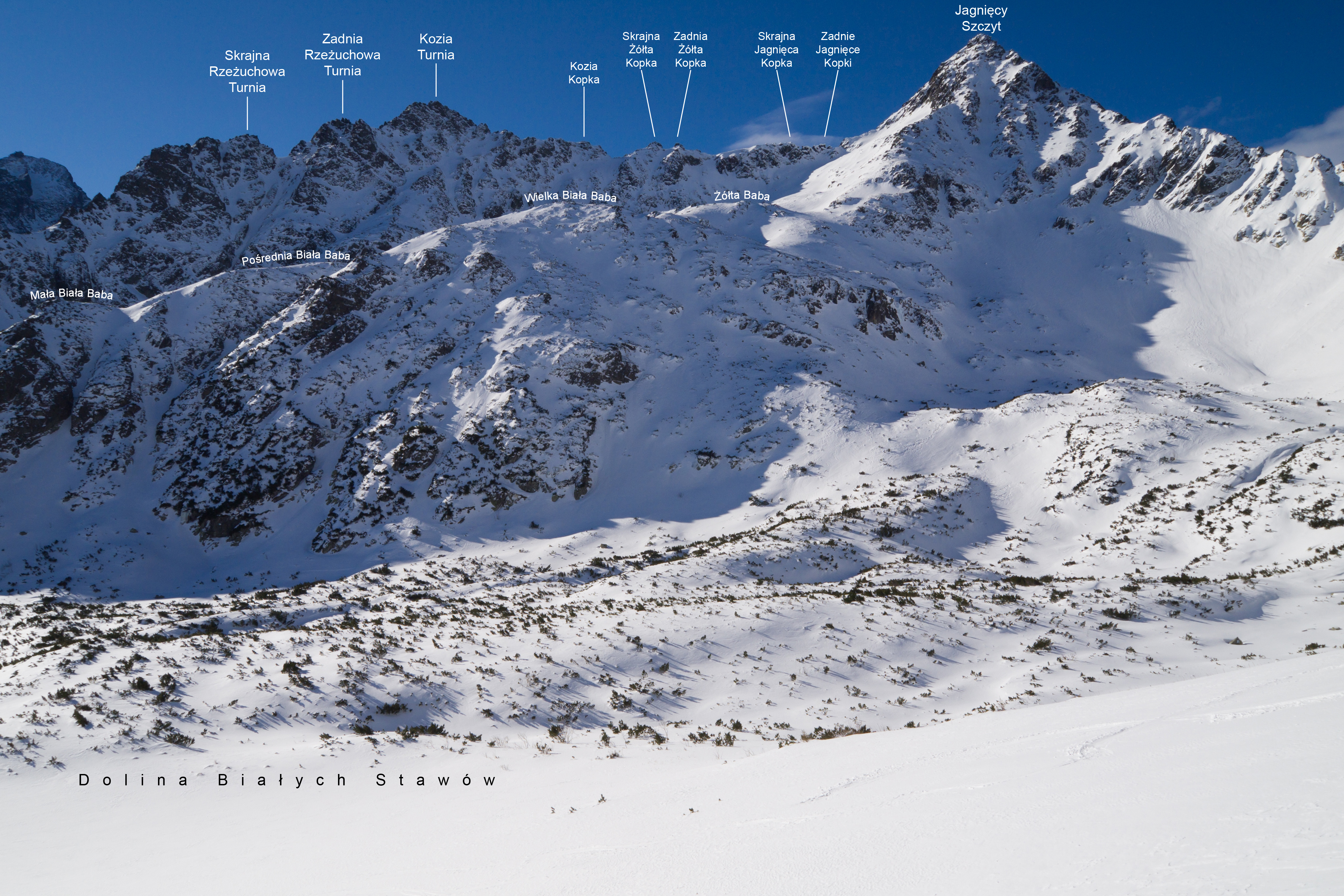
Zadnie Jagnięce Kopki wśród podpisanych obiektów